# Ketupat
Il ketupat, anche detto kupat o tipat, è un piatto a base di riso racchiuso in un fagotto di giovani foglie di palma (janur) intrecciate. L'alimento è originario dell'Indonesia, ma è anche comune nei Brunei, in Malaysia e a Singapore. L'alimento ha assunto un valore rituale e viene consumato in diverse festività e celebrazioni religiose dell'Indonesia fra cui il Galungan e il lebaran.

## Storia
A Giava e nella maggior parte dell'Indonesia, il ketupat è legato alla tradizione islamica del lebaran (id al-fitr) e si ritiene che l'usanza di consumare la polpetta di riso durante tale festività abbia preso piede durante il sultanato di Demak del quindicesimo secolo. Tuttavia, essendo il ketupat anche noto nelle comunità non musulmane, fra cui quelle degli hindu balinesi e di quelle filippine, si presume che l'alimento abbia origini pre-islamiche e viene correlato al culto di Dewi Sri, la dea giavanese del riso. Gli indù balinesi tessevano un'effigie di fronde di foglie di palma in segno di offerta a Dewi Sri e preparavano il tipat (o ketupat) durante la festività balinese del Galungan.
Secondo una tradizione giavanese, l'usanza del lebaran nel Libano sarebbe iniziata quando Sunan Bonang, un Wali Songo di Tuban che visse nel quindicesimo secolo, chiese ai musulmani di condurre il loro Ramadan alla perfezione perdonando le malefatte degli altri. Si ritiene che la tradizione di preparare il ketupat (o kupat in lingua giavanese) durante il lebaran in Libano sia stata introdotta da Sunan Kalijaga, anche conosciuto come Raden Mas Sahid un altro dei nove Wali Songo che diffondevano l'Islam a Giava. Sunan Kalijaga introdusse il rituale del lebaran ketupat durante l'ottavo giorno del Shawwal, una settimana dopo l'Eid ul-Fitr e un giorno dopo un digiuno di sei giorni di Shawwal. Simbolicamente, kupat significa ngaku lepat o "ammettere i propri errori" in lingua giavanese, secondo la richiesta della tradizione del perdono durante il lebaran. L'intreccio incrociato di foglie di palma simboleggia gli errori e i peccati commessi dagli esseri umani e la torta di riso biancastra interna simboleggia la purezza e la liberazione dai peccati dopo aver osservato il digiuno del Ramadan, la preghiera e i rituali. Oltre a Java, la tradizione del consumo di ketupat durante l'Eid ul-Fitr è diffusa in tutta l'Indonesia come, ad esempio, a Sumatra, Kalimantan, Sulawesi e Nusa Tenggara.

## Caratteristiche

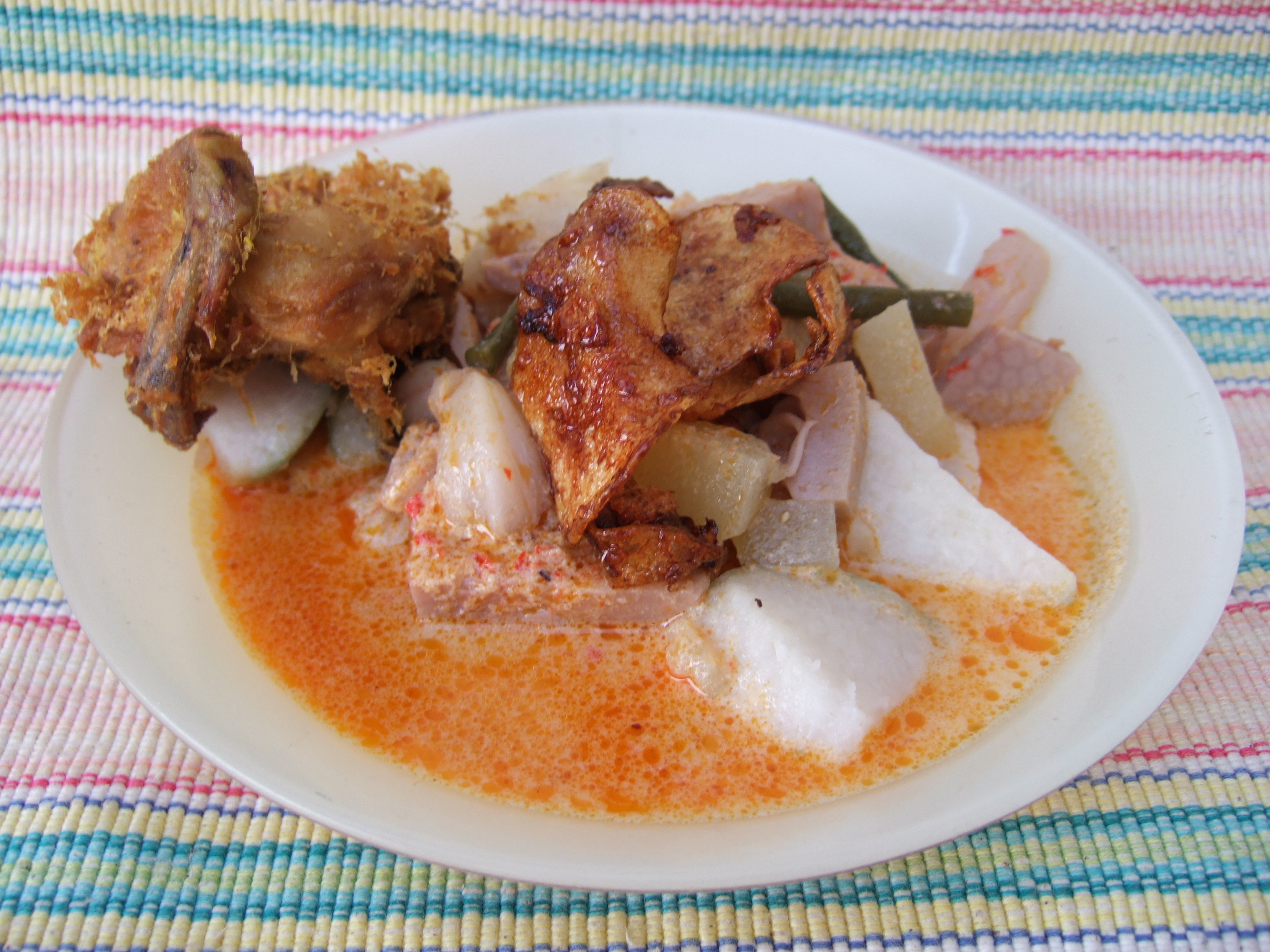
Ketupat sayur con ayam goreng

Il ketupat è composto da una pallina di riso avvolta in un sacchetto di foglie di palma intrecciate e bollita. Mentre il riso cuoce, i chicchi si espandono gonfiando l'involucro delle foglie di palma. Questo metodo di cottura conferisce al ketupat la sua caratteristica forma compatta e triangolare. Le storie locali tramandate attraverso le generazioni hanno attribuito la creazione di questo stile di preparazione del riso al bisogno dei marinai di evitare che il riso cotto si rovinasse durante i lunghi viaggi in mare. Le foglie utilizzate per avvolgere il riso sono sempre modellate a forma triangolare o di diamante e conservate appese a grappoli all'aperto. La forma del sacchetto facilita la fuoriuscita dell'umidità dal riso cotto, mentre le foglie di palma consentono di aerare il riso e allo stesso tempo impedire a mosche e altri insetti di toccarlo.
Durante la consumazione, l'involucro del ketupat viene aperto e rimosso e il riso bollito al suo interno tagliato a pezzetti. L'alimento viene mangiato in sostituzione al riso al vapore e accompagnato ad altri alimenti come il rendang, l'opor ayam, il sayur labu (zuppa di chayote), il sambal goreng hati (fegato in sambal) il saté o il gado-gado. Il ketupat è anche l'elemento base di alcuni piatti come il ketupat sayur (ketupat in zuppa di chayote con tofu e uova sode) e il kupat tahu (ketupat e tofu in salsa di arachidi).

## Varianti
Oltre ai tipici ketupat triangolari, vengono cucinati il ketupat nasi di forma quadrata e i ketupat pulut (anche conosciuti come ketupat daun palas in Malaysia) con riso glutinoso. Inoltre, in Indonesia sono preparati altri alimenti correlati come il lepet, il lontong, il bakchang, il lemper e l'arem-arem. Nelle Filippine sono preparati i pusô (letteralmente "cuore") che, analogamente ai ketupat, sono composti da gnocchi di riso racchiusi in un fagotto di foglie di palma. Tuttavia, a differenza della specialità indonesiana, i pusô possono avere molteplici forme diverse e non sono necessariamente triangolari. In Cambogia vi è il katom (in khmer កាតំ), che è modellato a pentagono e nata come variante non tradizionale del num kom, un alimento racchiuso in foglie di banana.